# Повстання Гайка проти Бела

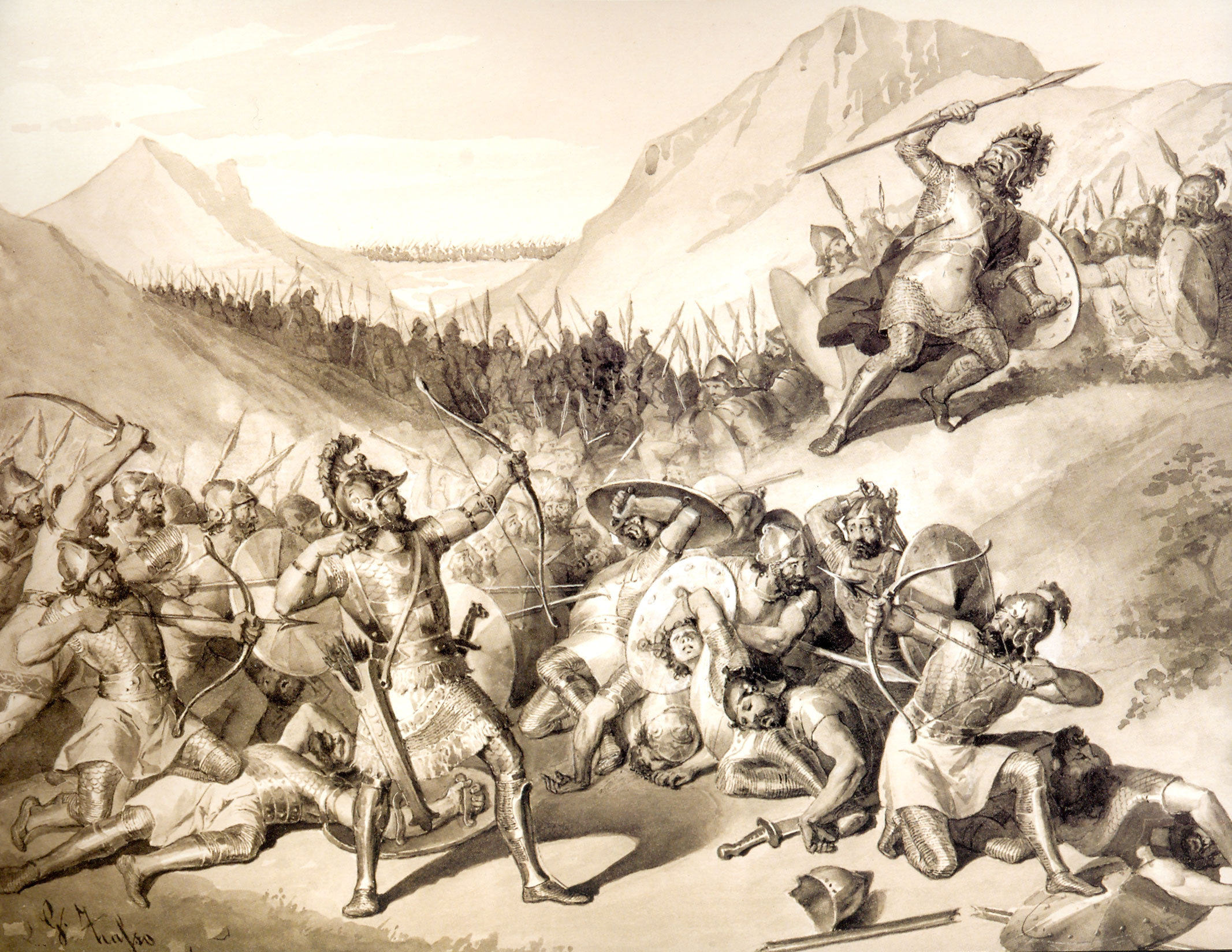
Гайк випустив стрілу у Бела

Повстання Гайка проти Бела — легендарне повстання, яке міфологічний прародитель вірменів Гайк підбурив проти царя Бела, який підкорив вірменський народ. Гевонд Алішан у XIX столітті розрахував приблизну дату поселення Гайка у Вірменії (2492 до н. е.), з якої й починається власне вірменське літочислення.

## Легенда
Великі боги створили світ і людину. Після цього боги створили гігантів. Проте їхні діти-гіганти повстали та побудували Вавилонську вежу. Одним із цих повстанців-гігантів і був Гайк.
Бог наслав жахливу зливу, яка зруйнувала вежу. Після цього гіганти й люди почали спілкуватись новими, власними мовами. Після кривавої війни титан Бел став лідером гігантів, проголосив себе царем і богом та забажав підкорити собі все і всіх.
Гайк виступив проти Бела та, залишивши Вавилон, пішов зі своїм кланом (близько 300 чоловіків) на північ, де оселився в країні Араратській.
Бел відрядив одного зі своїх синів до Гайка, вимагаючи щоб той визнав перевагу Бела, проте Гайк відмовився.
Обурений Бел зібрав велику армію та напав на Арарат. Гайк зі своїми хоробрими воїнами дав відсіч армії Бела. Почалась кривава битва. Під час неї Гайк убив Бела стрілою. Після смерті свого ватажка армія Бела втекла. Після цієї перемоги Гайк та його народ почали мирне та вільне життя на своїй новій батьківщині. Араратська країна, в якій жив Гайк, згодом отримала назву країною Гайка. (Мец Гайк).